# Provincia di Príncipe
La provincia di Príncipe è una delle due province dello stato africano di São Tomé e Príncipe (l'altra è quella di São Tomé).
La provincia include le seguenti isole:
- Príncipe;
- Ilheu Bom Bom;
- Ilhéu Caroço;
- Pedras Tinhosas;
- Tinhosa Grande;
- Tinhosa Pequena.

Dal punto di vista amministrativo, coincide con il distretto di Pagué.